# Finalen av Europamästerskapet i fotboll 2004
Finalen av Europamästerskapet i fotboll 2004 spelades den 4 juli 2004 på Estádio da Luz i Lissabon i Portugal. I matchen spelade hemmanationen Portugal, som gick in i matchen som favoriter, och Grekland, som spelade i ett Europamästerskap för andra gången. De båda lagen hade redan mötts en gång tidigare i turneringen, då i ett möte i gruppspelet (grupp A) som Grekland vunnit med 2–1.
I en match som spelades i solsken och 23°C vann Grekland med 1–0 efter ett segermål av Angelos Charisteas i 57:e minuten och därmed trotsade man oddset med 80–1 från turneringens början. Greklands totalseger tillkom genom ett strategiskt försvarsspel och kontringar vilket gjorde att man inte släppte in ett enda mål i utslagsrundan men väl mål framåt i varje match. I hemlandet fick laget efter EM-segern smeknamnet "Piraterna".
Greklands Theodoros Zagorakis utsågs till matchens bästa spelare.

## Vägen till finalen
Resultaten står i favör till respektive nation.
| Nr | Lag      | S | V | O | F | GM | IM | MS | P |
| -- | -------- | - | - | - | - | -- | -- | -- | - |
| 1  | Portugal | 3 | 2 | 0 | 1 | 4  | 2  | +2 | 6 |
| 2  | Grekland | 3 | 1 | 1 | 1 | 4  | 4  | 0  | 4 |
| 3  | Spanien  | 3 | 1 | 1 | 1 | 2  | 2  | 0  | 4 |
| 4  | Ryssland | 3 | 1 | 0 | 2 | 2  | 4  | −2 | 3 |

| Nr | Lag      | S | V | O | F | GM | IM | MS | P |
| -- | -------- | - | - | - | - | -- | -- | -- | - |
| 1  | Portugal | 3 | 2 | 0 | 1 | 4  | 2  | +2 | 6 |
| 2  | Grekland | 3 | 1 | 1 | 1 | 4  | 4  | 0  | 4 |
| 3  | Spanien  | 3 | 1 | 1 | 1 | 2  | 2  | 0  | 4 |
| 4  | Ryssland | 3 | 1 | 0 | 2 | 2  | 4  | −2 | 3 |

## Matchen

### Detaljer
|            | 4 juli 2004 | Portugal | 0–1          | Grekland       | Estádio da Luz, Lissabon                      |                                               |
| 20:45 CEST | 20:45 CEST  |          | Matchrapport | Charisteas 57′ | Publik: 62 865 Domare: Markus Merk (Tyskland) | Publik: 62 865 Domare: Markus Merk (Tyskland) |
| 20:45 CEST | 20:45 CEST  |          |              |                | Publik: 62 865 Domare: Markus Merk (Tyskland) | Publik: 62 865 Domare: Markus Merk (Tyskland) |
| 20:45 CEST | 20:45 CEST  |          |              |                | Publik: 62 865 Domare: Markus Merk (Tyskland) | Publik: 62 865 Domare: Markus Merk (Tyskland) |

| Portugal | Grekland |

| MV                  | 1  | Ricardo           |       |     |
| RB                  | 13 | Miguel            |       | 43′ |
| CB                  | 16 | Ricardo Carvalho  |       |     |
| CB                  | 4  | Jorge Andrade     |       |     |
| LB                  | 14 | Nuno Valente      | 90+3' |     |
| CM                  | 6  | Costinha          | 12'   | 60′ |
| CM                  | 18 | Maniche           |       |     |
| RW                  | 7  | Luís Figo (k)     |       |     |
| AM                  | 20 | Deco              |       |     |
| LW                  | 17 | Cristiano Ronaldo |       |     |
| CF                  | 9  | Pauleta           |       | 74′ |
| Avbytare:           |    |                   |       |     |
| DF                  | 2  | Paulo Ferreira    |       | 43′ |
| MF                  | 10 | Rui Costa         |       | 60′ |
| FW                  | 21 | Nuno Gomes        |       | 74′ |
| Tränare:            |    |                   |       |     |
| Luiz Felipe Scolari |    |                   |       |     |

| MV            | 1  | Antonios Nikopolidis    |       |     |
| RB            | 2  | Giourkas Seitaridis     | 63'   |     |
| CB            | 5  | Traianos Dellas         |       |     |
| CB            | 19 | Michalis Kapsis         |       |     |
| LB            | 14 | Takis Fyssas            | 67'   |     |
| RM            | 8  | Stelios Giannakopoulos  |       | 76′ |
| CM            | 6  | Angelos Basinas         | 45+2' |     |
| CM            | 7  | Theodoros Zagorakis (k) |       |     |
| LM            | 21 | Kostas Katsouranis      |       |     |
| CF            | 9  | Angelos Charisteas      |       |     |
| CF            | 15 | Zisis Vryzas            |       | 81′ |
| Avbytare:     |    |                         |       |     |
| DF            | 3  | Stylianos Venetidis     |       | 76′ |
| FW            | 22 | Dimitrios Papadopoulos  | 85'   | 81′ |
| Tränare:      |    |                         |       |     |
| Otto Rehhagel |    |                         |       |     |

| Matchens bästa spelare: Theodoros Zagorakis (Grekland) Linjedomare: Christian Schräer (Tyskland) Jan-Hendrik Salver (Tyskland) Fjärdedomare: Anders Frisk (Sverige) |

### Statistik

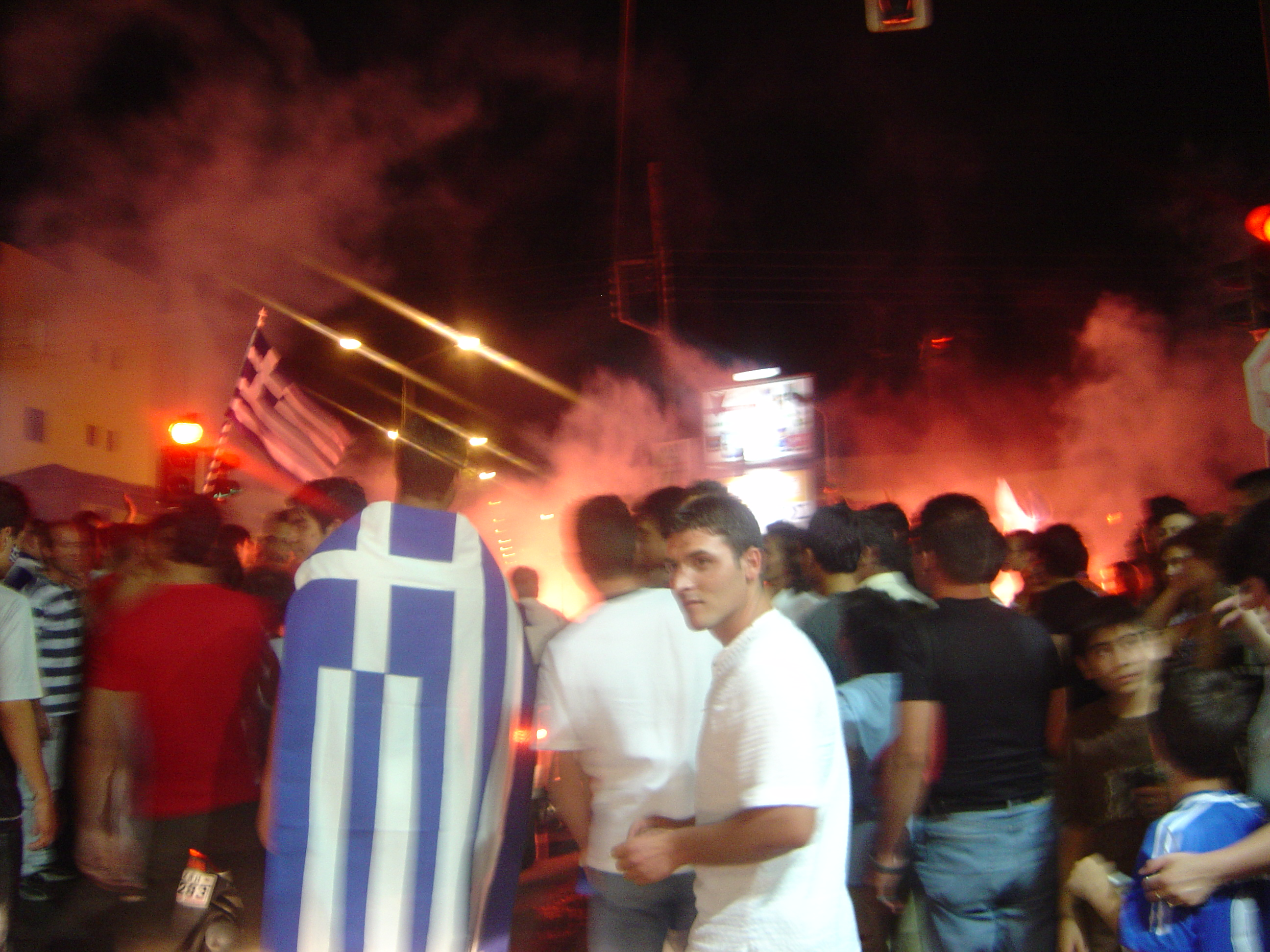
Grekiska supportrar firar sgern.

| Statistik    | Portugal | Grekland |
| ------------ | -------- | -------- |
| Gjorda mål   | 0        | 1        |
| Skott        | 16       | 4        |
| Skott på mål | 5        | 1        |
| Bollinnehav  | 58%      | 42%      |
| Hörnor       | 10       | 1        |
| Varningar    | 19       | 21       |
| Offside      | 4        | 3        |
| Gula kort    | 2        | 4        |
| Röda kort    | 0        | 0        |